# Faramea
Faramea é um género botânico pertencente à família Rubiaceae.